# 紫川

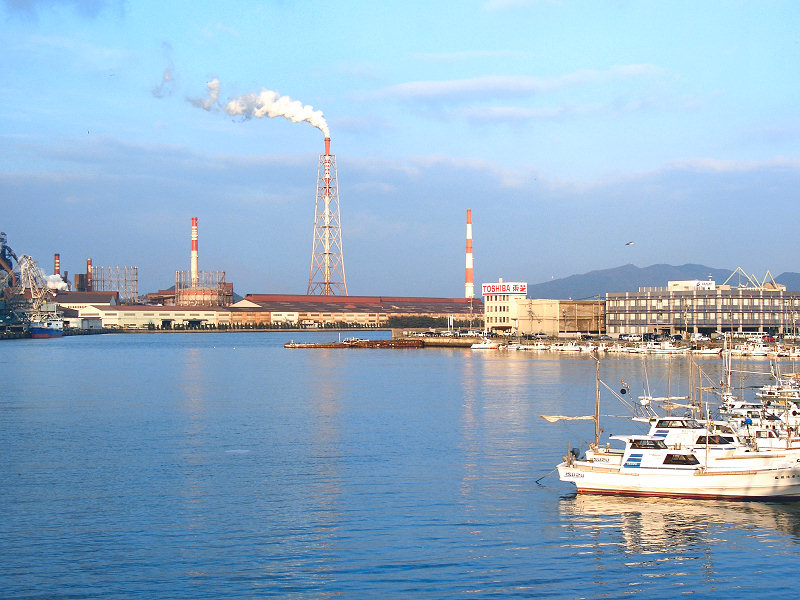
国道199号紫川大橋から河口付近を見る

紫川（むらさきがわ）は、福岡県北九州市小倉南区および北九州市小倉北区を流れる二級河川である。

## 地理・自然
山頂の標高が900.6メートルの福智山の山腹に源流を発し、小倉南区から小倉北区を北上し響灘へと注ぐ。クロダイ、シロウオなどの魚類、ホタルやトンボなどの昆虫類や鳥類、植物群など、様々な生物が見られる。
しかし、1960年代まで周辺の工場や住宅から排水が紫川に流れ込み、水質汚染が進んだものの、1970年代には下水道の普及が進んだ。1969年度に市全体で16パーセントだった下水道普及率は、1977年度には50パーセントを超え、21世紀初頭現在は100パーセント近くに達した。その間に水質の改善に伴い、紫川には再びアユやシロウオが遡上し、上流ではホタルが舞うようになった。
例えば、1980年5月には紫川支流の小熊野川で、姿を消していたホタルが20匹観察され、地元の校区では翌1981年から「ほたる祭り」を開催している。1992年には北九州市河川課に全国初の「ほたる係」が誕生し、現在この課は建設局水環境課に所属しており、ホタルが飛ぶ水質や環境が整うように努力している。なお、2002年には小倉北区熊谷に、北九州市ほたる館が開館した。

## 整備事業
1990年に「紫川マイタウン・マイリバー整備事業」が開始され、100年に1回の大雨に耐えられるような治水を進めると同時に、道路や公園、市街地整備などを一体的に整備していった。この1990年代の紫川の整備の目的の1つとして、北九州市のヒートアイランド現象対策の1つで、玄界灘から吹き込む海風を、効率良く市街地へと流入させる意図もあった。2000年には同事業の中核施設として、川・自然・環境について理解を深めるための場として、北九州市水環境館が開館した。
紫川に架かる「紫川大橋　（海の橋）」は手づくり郷土賞平成6年度（ふるさとを紹介する道）受賞。このほか「洲浜ひろば」で平成10年度受賞。紫川周辺賑わいづくり「遊びにおいでよ紫川！」で平成15年度（地域活動部門）受賞。

### 主な支流

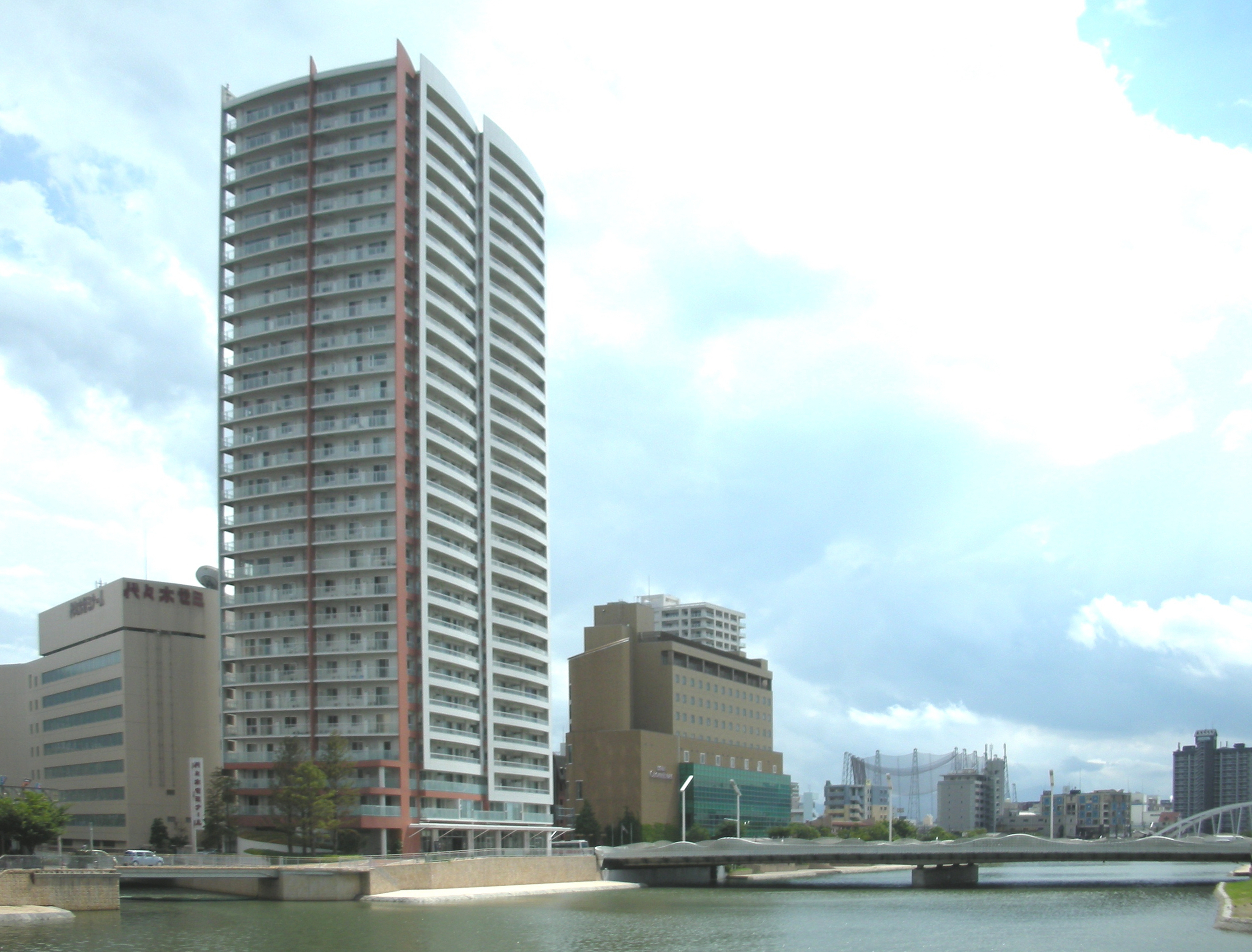
神嶽川との合流部

- 神嶽川（馬借 - 足立）、紫川合流付近に紫川10橋の1つに数えられる宝来橋（月の橋）が架かる。
- 小熊野川（木町 - 山田・山田緑地）
- 志井川（徳力新町 - 志井）
- 東谷川（高津尾 - 呼野）
- 合馬川（徳吉西 - 合馬）
- タカトリ川（道原）
- 滝ノ口川（道原 - 菅生の滝）

### 流域の自治体
福岡県
北九州市（小倉南区、小倉北区）

### 主な利水施設
- 鱒渕貯水池（北九州市小倉南区頂吉、鱒渕ダム）
- 鱒渕ダム（北九州市小倉南区頂吉）
- 紫川水源地（北九州市小倉北区木町）

## 名称の由来
紫川の名称の由来については諸説あるが、そのうちの1つに、小倉南区蒲生の鷲峰山大興善寺の門前に残っていた、万葉集の歌枕として詠まれた「企救の池」の名残りと言われる、「紫池」がある。当該地を通る道路新設工事に伴い「紫池」の考古学調査が実施され、工事後の文化・自然遺産としての同池の保全法が注目を集めていた。しかし、2007年12月7日に現地を確認した結果、道路工事により全て埋められていた。

## 紫川に関連する施設

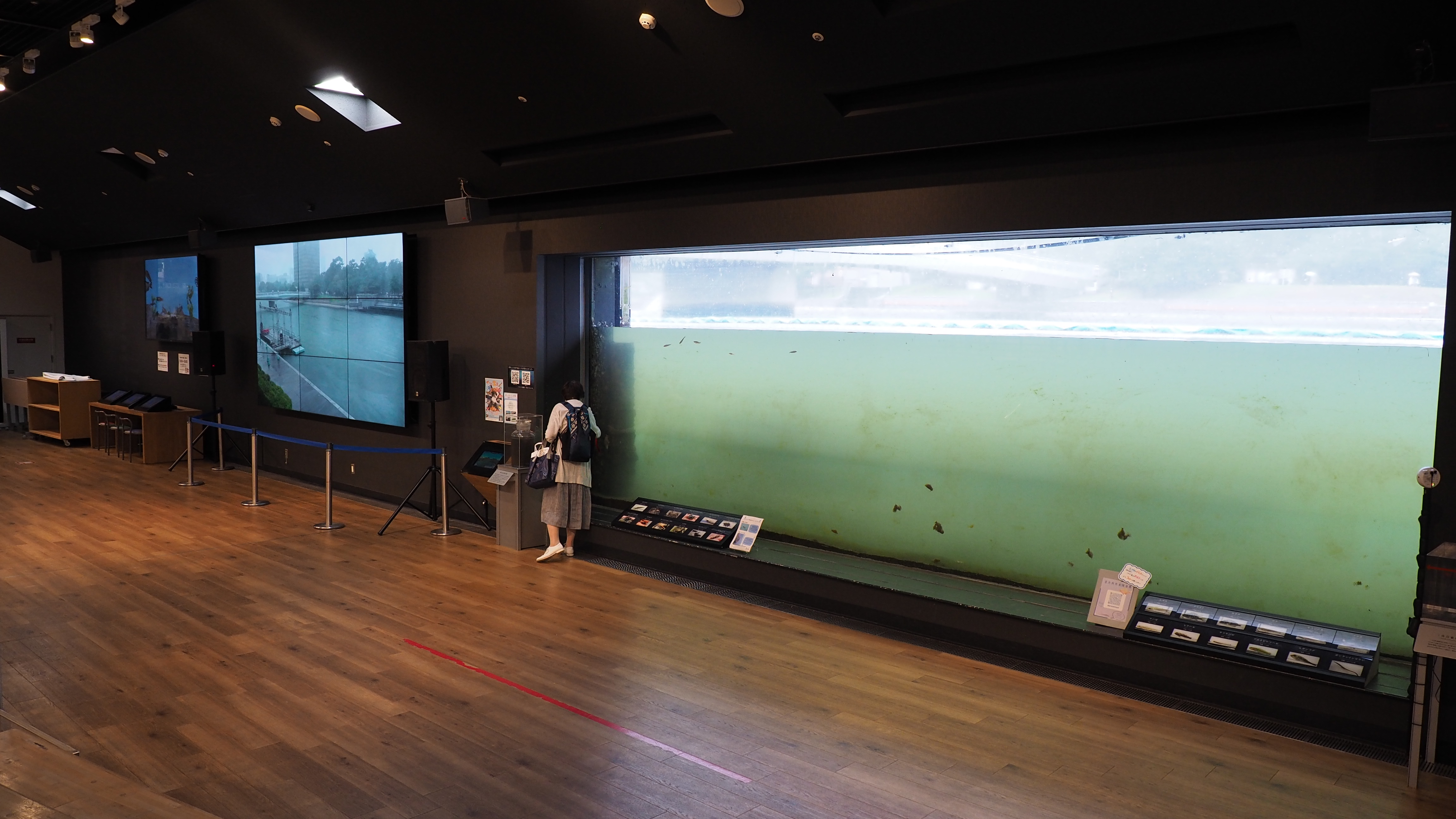
水環境館の河川観察窓

- リバーウォーク北九州︰文化・芸術・情報発信・商業などの機能を持つ複合商業施設。
- 北九州市水環境館︰川・自然・環境について理解を深め、学べる環境施設。
- 北九州市ほたる館︰ホタルなどの水辺の生物や水辺環境について学習できる施設。

## 橋梁（河口から順に）
北九州市は北九州市ルネッサンス構想の「紫川マイタウン・マイリバー整備事業」の主要事業として紫川10橋を整備した。下流部流域は、川幅の拡幅および老朽化した橋の架け替えに併せて、周辺施設の整備が行われた。なお、事業費は104.54億円であった。

### 小倉北区

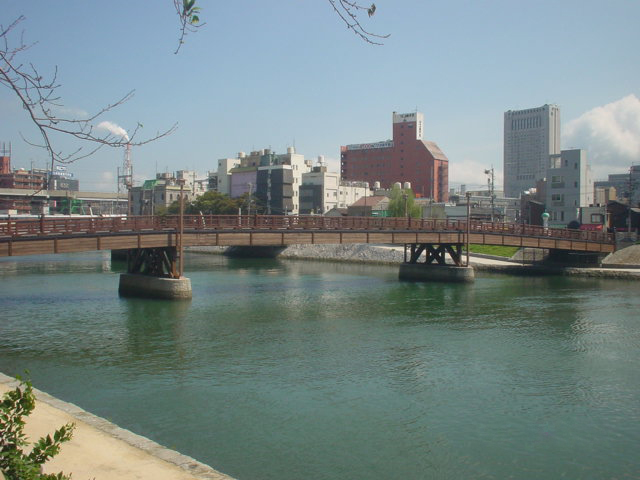
常盤橋

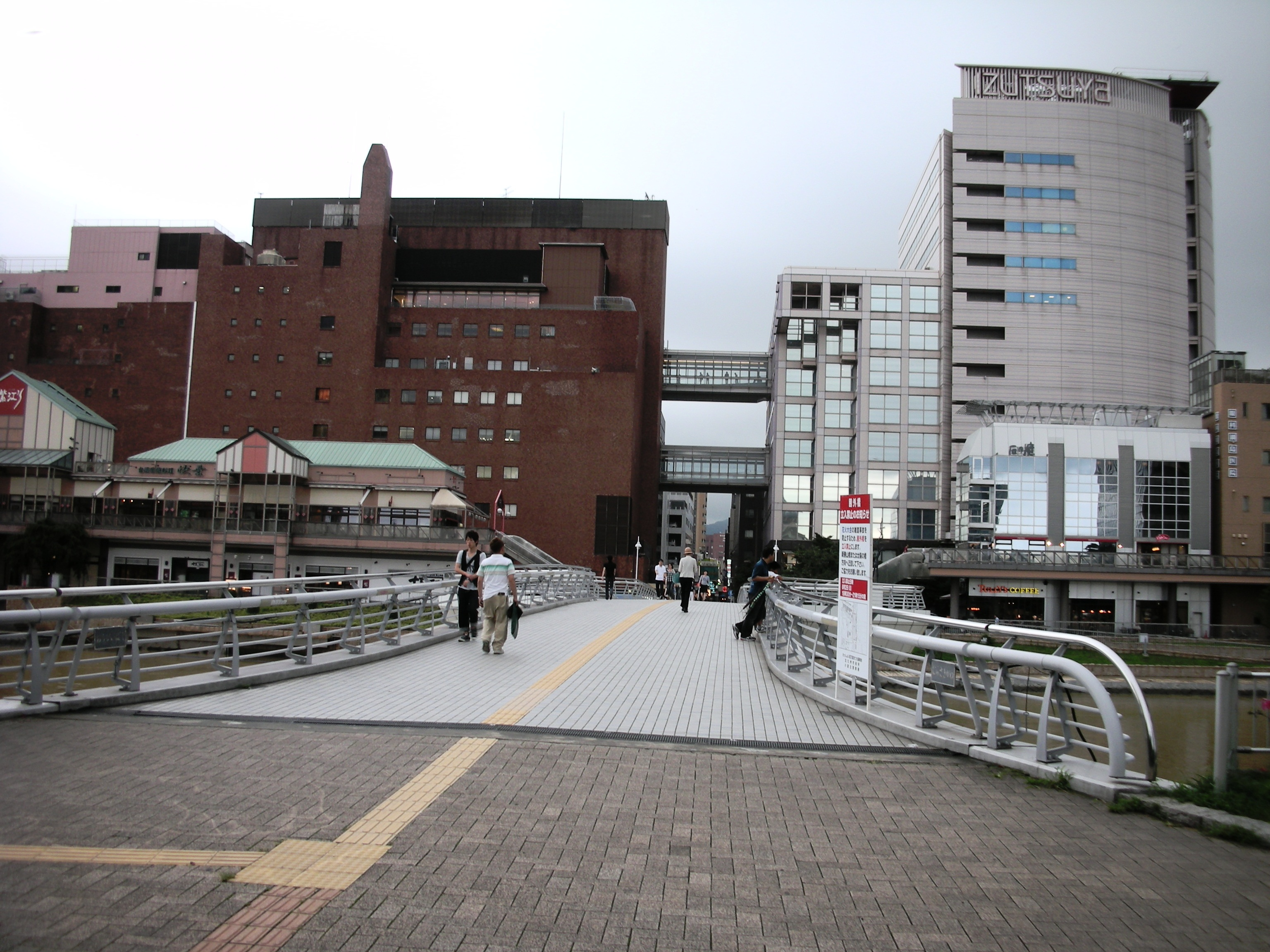
鴎外橋

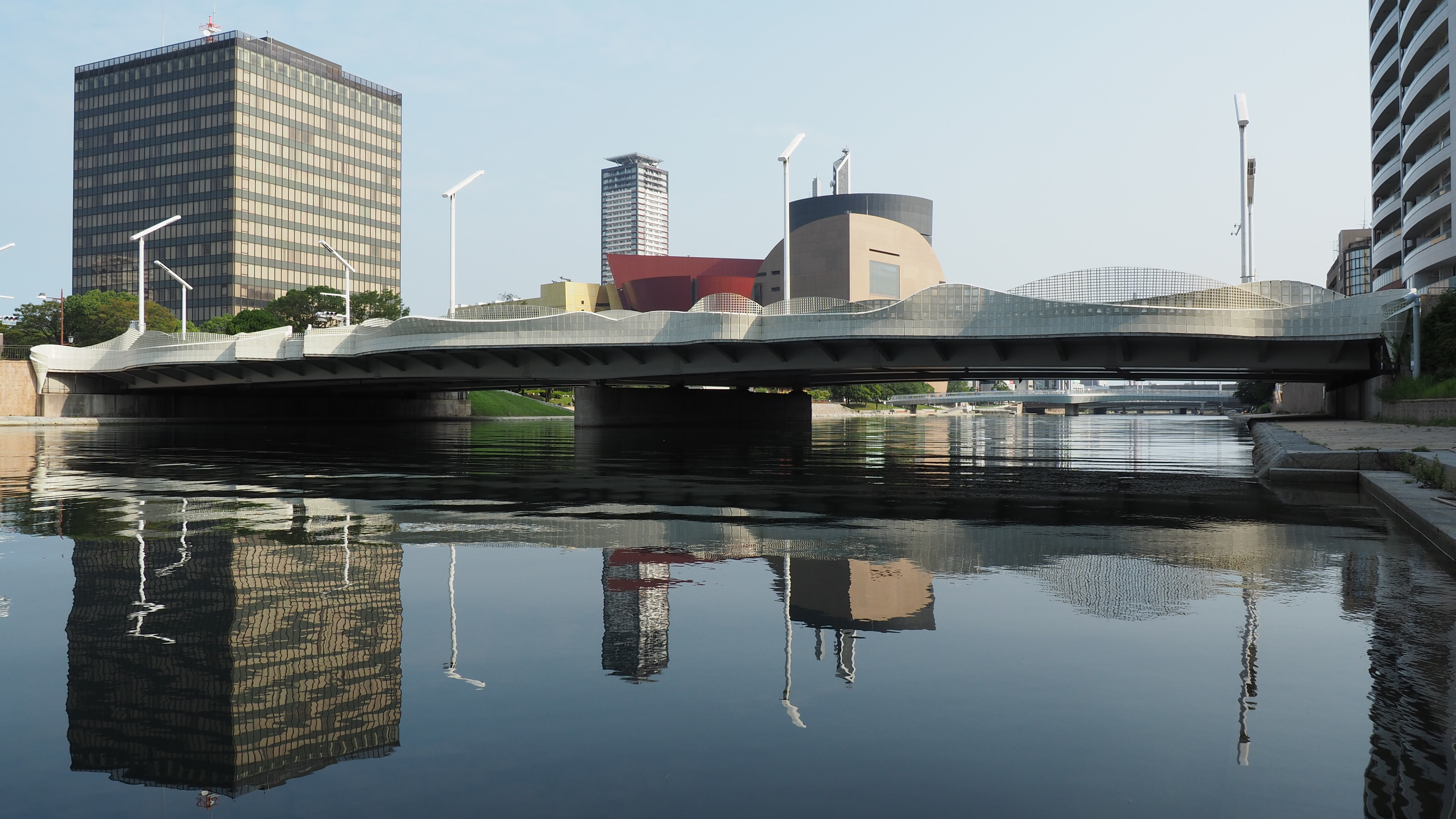
中の橋

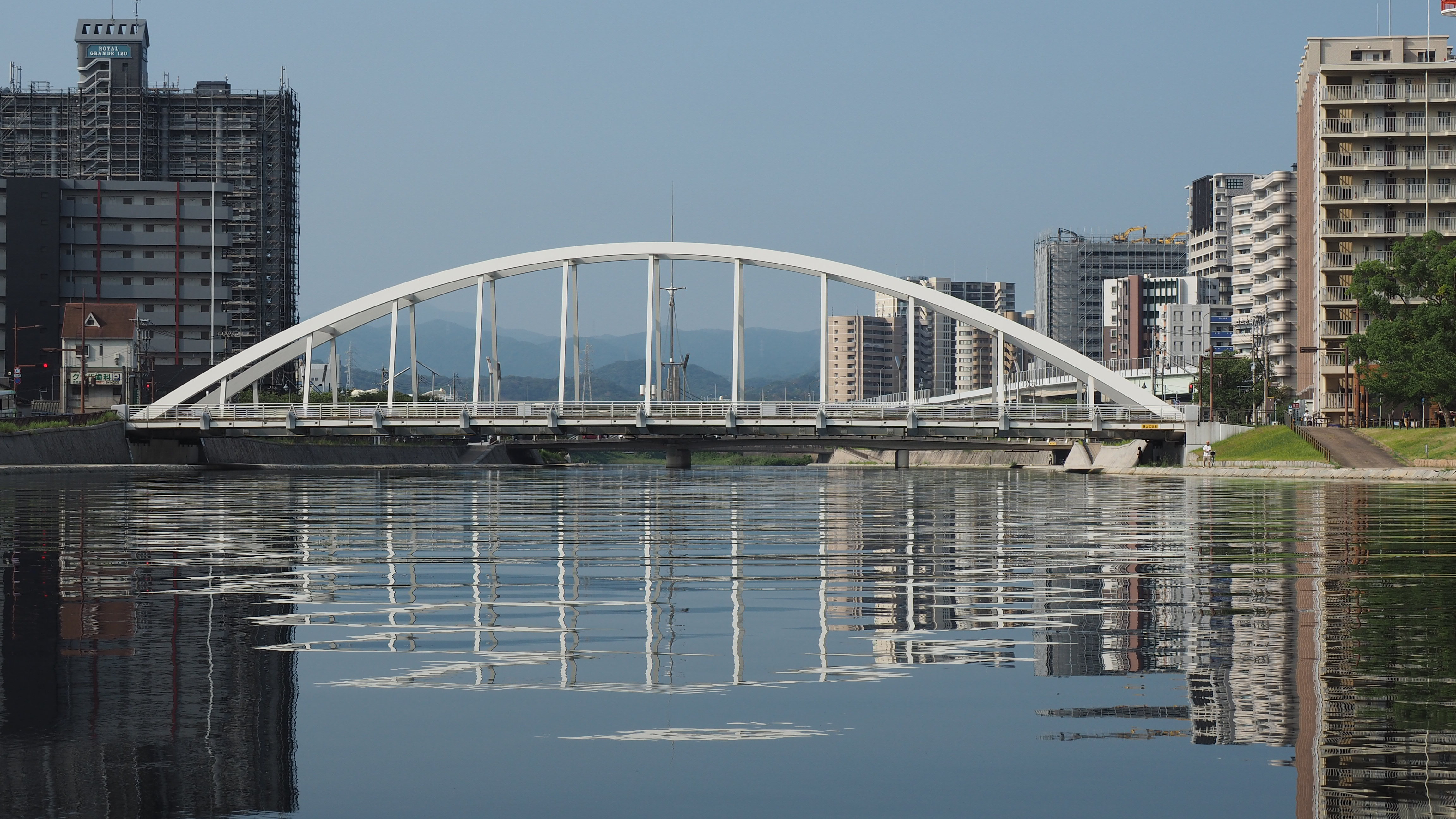
紫川橋

- 紫川大橋（海の橋、国道199号）
- 室町大橋（火の橋）
- 常盤橋（木の橋、長崎街道起点）
- 勝山橋（石の橋）
- 鴎外橋（水鳥の橋）
- 中の橋（太陽の橋）
- 紫川橋（鉄の橋）
- 中島橋（風の橋）
- 豊後橋（音の橋）
- 貴船橋（国道3号）
- 篠崎大橋
- 篠崎橋
- 大木歩道橋（小倉北区/小倉南区）
- 大木端（小倉北区/小倉南区）
- 北方大橋（小倉北区/小倉南区）
- 敧瀬橋（小倉北区/小倉南区）

### 小倉南区
- 青風橋
- 蒲生端
- 虹山大橋
- 紫橋
- 砂原橋
- （橋）
- 桜橋 (国道322号)
- 亀年橋
- 高徳橋
- 中西橋 (国道322号)
- （橋）
- 蛍の前橋
- 眼鏡橋
- 河原橋
- 楽庭橋
- 寺司合橋
- 井出ヶ原橋
- 船木橋
- 山の口橋

## 欄橋
- 鹿児島本線（小倉駅 - 西小倉駅間）
- 北九州高速道路（紫川JCT）
- 日豊本線（南小倉駅 - 城野駅間）
- 九州自動車道（小倉南IC - 八幡IC間）

## 並行する交通

### 鉄道
- 北九州モノレール小倉線（小倉駅 - 徳力嵐山口駅）

### 道路
- 北九州高速1号線
- 福岡県道63号長行田町線